# ReSharper
ReSharper (R#) — дополнение (плагин), разработанное компанией JetBrains для повышения продуктивности работы в Microsoft Visual Studio.
Проводит статический анализ кода (поиск ошибок в коде до компиляции) в масштабе всего решения, предусматривает дополнительные средства автозаполнения, навигации, поиска, подсветки синтаксиса, форматирования, оптимизации и генерации кода, предоставляет 40 автоматизированных рефакторингов, упрощает юнит-тестирование в средах MSTest и NUnit и др. Поддерживает языки программирования C#, JavaScript, TypeScript и VB.NET, а также предоставляет средства для работы с ASP.NET, ASP.NET MVC, XML, XAML, HTML, CSS, сценариями сборки NAnt и MSBuild.
Является коммерческим (платным) программным продуктом.

## Возможности
Некоторые возможности ReSharper:
- Статический анализ кода с подсветкой ошибок и неоптимальных по тем или иным причинам фрагментов.
- Возможность быстрого исправления ошибок и замечаний, удаление избыточных элементов кода (Quick-Fixes).
- Context Actions — быстрые преобразования кода по типичным сценариям (например, инвертирование булевского выражения в условном операторе с одновременной перестановкой веток). Набор доступных Context Actions формируется в зависимости от контекста.
- Быстрая навигация по коду: поиск мест использования объекта программы, операции быстрого перехода к связанным объектам и т. д.
- Подсказки при вводе кода — улучшенный вариант IntelliSense, учитывающий контекст (например, ожидаемый тип выражения).
- 40 автоматизированных рефакторингов.
- Поддержка юнит-тестирования с использованием NUnit и MSTest.
- Value Analysis — анализ control flow и data flow внутри функций, выявляющий избыточные проверки, присваивания и логические операторы, ветки кода, недостижимые ни при каких входных данных, показывающий предупреждения о возможных исключениях при вызове методов и операторов.
- Помощь при интернационализации .NET-приложений.

## Плагины для ReSharper
ReSharper предоставляет разработчикам API, позволяющее расширять функциональность надстройки с помощью плагинов.
- ActiveMesa R2P Архивная копия от 11 августа 2011 на Wayback Machine
- Agent Smith
- NHibernate Plugin
- StyleCop for ReSharper